# Анна Коженяк
Анна Коженяк (пол. Anna Korzeniak; нар. 16 червня 1988) — колишня польська тенісистка.
Найвищу одиночну позицію світового рейтингу — 182 місце досягла 3 березня 2009, парну — 705 місце — 29 жовтня 2012 року.
Здобула 10 одиночних титулів туру ITF.

## Фінали ITF

### Одиночний розряд: 16 (10–6)
| турніри $100,000 |
| турніри $75,000  |
| турніри $50,000  |
| турніри $25,000  |
| турніри $10,000  |

| Результат | Ранг | Дата            | Турнір                    | Покриття | Суперниця              | Рахунок            |
| --------- | ---- | --------------- | ------------------------- | -------- | ---------------------- | ------------------ |
| Поразка   | 1.   | 2 жовтня 2005   | Беневенто, Італія         | Тверде   | Сандра Мартинович      | 4–6, 1–6           |
| Перемога  | 1.   | 9 жовтня 2005   | Рим, Італія               | Ґрунт    | Анналіза Бона          | 6–4, 6–2           |
| Перемога  | 2.   | 16 жовтня 2005  | Кастель-Гандольфо, Італія | Ґрунт    | Джулія Гатто-Монтіконе | 6–3, 6–0           |
| Перемога  | 3.   | 19 лютого 2006  | Бухен, Німеччина          | Килим    | Ана Веселинович        | 2–6, 7–5, 7–6(8–6) |
| Перемога  | 4.   | 28 січня 2007   | Гренобль, Франція         | Тверде   | Флоранс Аренг          | 7–6(7–3), 6–4      |
| Перемога  | 5.   | 24 червня 2007  | Фонтанафредда, Італія     | Ґрунт    | Анастасія Севастова    | 7–5, 6–0           |
| Перемога  | 6.   | 7 жовтня 2007   | Нант, Франція             | Тверде   | Віржині Піше           | 6–4, 6–0           |
| Поразка   | 2.   | 16 березня 2008 | Рим, Італія               | Ґрунт    | Астрід Бессер          | 2–6, 3–6           |
| Перемога  | 7.   | 22 березня 2008 | Рим, Італія               | Ґрунт    | Ліана Унгур            | 6–3, 6–3           |
| Перемога  | 8.   | 27 липня 2007   | Горб-ам-Неккар, Німеччина | Ґрунт    | Сімона Добра           | 2–6, 6–3, 6–1      |
| Поразка   | 3.   | 21 березня 2009 | Рим, Італія               | Ґрунт    | Дар'я Кустова          | 2–6, 2–6           |
| Поразка   | 4.   | 28 березня 2009 | Латина, Італія            | Ґрунт    | Зузана Ондрашкова      | 5–7, 7–6(7–3), 2–6 |
| Перемога  | 9.   | 11 квітня 2009  | Фоджа, Італія             | Ґрунт    | Крістіна Младенович    | 6–3, 6–1           |
| Поразка   | 5.   | 7 березня 2010  | Ліон, Франція             | Тверде   | Анна-Джулія Ремондіна  | 6–1, 7–6(7–0)      |
| Поразка   | 6.   | 30 серпня 2010  | Гливиці, Польща           | Ґрунт    | Паула Каня             | 6–7(2–7), 6–3, 5–7 |
| Перемога  | 10.  | 6 червня 2011   | Алмере, Нідерланди        | Ґрунт    | Гільда Меландер        | 6–2, 7–5           |